# Pole Lehmann
Pole Lehmann, auch Paul (* 20. November 1924 in Hindelbank; † 9. Oktober 2016 in Bern), war ein Schweizer Maler, Zeichner und Pädagoge.

## Leben und Werk
Pole Lehmann absolvierte von 1940 bis 1944 das staatliche Lehrerseminar in Hofwil. Anschliessend besuchte er bis 1950 in Bern die Malschule Max von Mühlenen. In diesen Jahren entstanden gegenständliche Malereien. 1950 siedelte er mit seiner Frau Margaretha auf den Schüpberg bei Schüpfen. Er unterrichtete dort fast 40 Jahre als Gesamtschullehrer. Von 1951 bis 1963 schuf Lehmann, auch inspiriert von Victor Vasarely, geometrische Bilder. Von 1999 bis 2002 arbeitete er in einem Atelier in Saint-Paul-de-Fenouillet und entwickelte seinen Malstil Richtung Action Painting. 
Lehmann zeigte seine Werke – neben Acrylgemälden auch Tuschzeichnungen und Aquarelle – in zahlreichen Gruppen- und Einzelausstellungen sowie in Galerien. 1963 und 1965 erhielt er ein Louise-Aeschlimann-Stipendium sowie 1964 ein Eidgenössisches Kunststipendium. Im April 2018 fand eine Retrospektive seiner Werke im Tramdepot Burgerziel in Bern statt.

## Website
- Lehmann, Pole. In: Sikart (Stand: 2020), abgerufen am 29. Dezember 2021.
- Website von Pole Lehmann

| Personendaten    | Personendaten                          |
| ---------------- | -------------------------------------- |
| NAME             | Lehmann, Pole                          |
| ALTERNATIVNAMEN  | Lehmann, Paul                          |
| KURZBESCHREIBUNG | Schweizer Maler, Zeichner und Pädagoge |
| GEBURTSDATUM     | 20. November 1924                      |
| GEBURTSORT       | Hindelbank                             |
| STERBEDATUM      | 9. Oktober 2016                        |
| STERBEORT        | Bern                                   |